# کلیتون مایکل آفونسو
کلیتون مایکل آفونسو (به پرتغالی: Clayton Michel Afonso) مدافع اهل برزیل است که در شهر برازیلیا و در تاریخ ۱۸ ژوئیهٔ ۱۹۸۸ به دنیا آمده‌است.
کلیتون مایکل آفونسو در تیم‌های فوتبال Shizuoka سابقهٔ حضور دارد.